# Lista Marco Pannella
L'Associazione politica nazionale Lista Marco Pannella è stata un'associazione politica italiana di orientamento radicale, liberale, liberista e libertario. Fondata nel 1992, nasce in seguito alla decisione del Partito Radicale di trasformarsi nel Partito Radicale Transnazionale e sotto il suo simbolo si sono presentati gli esponenti del partito dei Radicali Italiani nato nel 2001; dal 2016 ha rappresentato il Partito Radicale Transnazionale.
Nel corso degli anni l'associazione si è presentata alle elezioni sotto forma di lista elettorale assumendo diverse denominazioni: Lista Marco Pannella dal 1992 al 1999, Lista Emma Bonino dal 1999 al 2005, Lista Bonino-Pannella dal 2009 al 2012 ed infine Lista Amnistia Giustizia Libertà nel 2013. È proprietaria dell'emittente radiofonica Radio Radicale. Il 1º agosto 2020 viene inglobata nella Fondazione Marco Pannella, con Maurizio Turco che rimane il presidente.

## Storia

### Lo scioglimento del Partito Radicale

Simbolo storico del Partito Radicale

Nel 1989 il Partito Radicale, già protagonista e promotore di battaglie in tema di diritti umani e civili, come l'antiproibizionismo in materia di droga, la legalizzazione del divorzio e dell'aborto, si trasforma in un soggetto politico nuovo.
La decisione viene assunta dal consiglio federale del partito riunito a Trieste dal 2 al 6 gennaio 1989, quando si costituisce il Partito Radicale Transnazionale, organismo transpartitico che in pratica concede agli esponenti radicali la possibilità di praticare la loro attività politica all'interno di altri movimenti o partiti, rinunciando alla partecipazione diretta a competizioni elettorali ma circoscrivendo la propria attività alla promozione delle tematiche radicali. Dal 1995, inoltre, il PRT otterrà lo status di organizzazione non governativa di primo livello all'interno del Consiglio Economico e Sociale delle Nazioni Unite, diventando una delle 42 organizzazioni internazionali con il diritto di formulare proposte formali in sede ONU.
Da questo momento, gli esponenti del Partito Radicale decidono di presentarsi, in occasione delle consultazioni elettorali, all'interno della Lista Pannella.

### Il debutto dellaLista Marco Pannella
Alle elezioni europee del 1989 gli esponenti Radicali si candidano in liste diverse: Verdi Arcobaleno, Federazione dei Verdi, PSDI e la lista unica PRI-PLI. Si presenta, inoltre, la lista Antiproibizionisti sulla droga, legata all'area radicale, che ottiene l'1,2% dei voti e un seggio: il candidato eletto è Marco Taradash, che aderisce al Gruppo Verde.
Alle successive elezioni politiche del 1992 si presenta per la prima volta la Lista Marco Pannella, che porta al suo interno il simbolo della Lista Antiproibizionisti sulla Droga, e che si attesta attorno all'1,2% dei voti alla Camera ed allo 0,5% al Senato.
Sono eletti sette deputati radicali: Marco Pannella, Emma Bonino, Marco Taradash, Roberto Cicciomessere, Pio Rapagnà, Elio Vito e Gianni Elsner. I primi sei costituiscono il Gruppo Federalista Europeo e Marco Pannella diventa presidente del gruppo; Gianni Elsner aderisce al gruppo misto, rifiutando la regola radicale di versare al partito una congrua parte dell'indennità percepita.
L'attività parlamentare si caratterizza per la candidatura di Oscar Luigi Scalfaro a Capo dello Stato: il successo della manovra accreditA Pannella (autore dell'epiteto il Pertini cattolico, riferito al nuovo Presidente) di una certa udienza al Quirinale e diede alla lista una significativa visibilità mediatica, utilizzata anche a livello parlamentare nel tentativo, vano, di salvare la XI legislatura.

### Lista Pannella - Riformatori

1994, logo della Lista Pannella alla Camera.

Nell'aprile del 1994 i Radicali danno vita al Movimento dei Club Pannella - Riformatori, di lotte civili, ambientaliste e per la Riforma, detto comunemente Movimento Club Pannella-Riformatori, partito politico organizzato in parallelo alla Lista, rinominata Lista Pannella - Riformatori.
In vista delle elezioni politiche di quell'anno, i Radicali decidono di giungere ad un accordo elettorale con Silvio Berlusconi: nei collegi settentrionali avrebbero appoggiato i candidati del Polo delle Libertà (coalizione che comprendeva Forza Italia e Lega Nord); nei collegi centro-meridionali, invece, si sarebbero presentati in competizione con il Polo del Buon Governo (comprendente FI e Alleanza Nazionale). Per contro, in caso di vittoria del centro-destra, Pannella sarebbe stato nominato ministro degli Esteri nell'eventuale governo a guida Berlusconi.
L'esito del voto vede la vittoria del centro-destra e sono eletti: sei deputati Emma Bonino, Marco Taradash, Giuseppe Calderisi, Paolo Vigevano, Lorenzo Strik Lievers ed Elio Vito nelle file del Polo delle Libertà; due senatori, Sergio Augusto Stanzani Ghedini nel Polo e Francesca Scopelliti all'interno della stessa lista radicale. Nella quota proporzionale la Lista Pannella ottiene il 3,5% dei voti, non riuscendo pertanto a superare la soglia di sbarramento fissata al 4%. Pannella, sconfitto da Gianfranco Fini nel collegio di Roma Della Vittoria, non entra nella compagine di governo per l'opposizione del Centro Cristiano Democratico e di AN: viene allora deciso di nominare Emma Bonino a commissario europeo. Intanto, gli esponenti radicali si iscrivono al gruppo parlamentare di Forza Italia e sostengono il Governo Berlusconi I. A seguito di dispute interne, tuttavia, la Lista Pannella si presenta al di fuori dei poli alle elezioni regionali del 1995.
Tra il 16 ed il 19 febbraio 1995 si svolge il primo congresso nazionale dei Club dove Marco Pannella viene eletto presidente con quasi il 90 per cento dei voti.

### Lista Pannella - Sgarbi
Nel febbraio 1996 Marco Pannella, leader dei radicali, e Vittorio Sgarbi, deputato uscente di Forza Italia, promuovono in vista delle elezioni politiche del 1996 la formazione della Lista Pannella-Sgarbi, in nome dell'unità dei liberali italiani, puntando su presidenzialismo e riforma della giustizia.
Inizialmente pensata come lista autonoma dal Polo per le Libertà, la lista ci concluse poi un accordo elettorale, pur senza entrare nella coalizione, sulla base del comune impegno ad assicurare una nuova legge elettorale, maggioritaria uninominale ad un turno, e la Riforma presidenzialista dello Stato. In virtù di questo patto, la Lista Pannella-Sgarbi avrebbe rinunciato a presentarsi nella quasi totalità dei collegi senatoriali, evitando così di sottrarre voti al Polo e i suoi esponenti sarebbero entrati a far parte del governo in caso di vittoria del centrodestra.
Vittorio Sgarbi non si candida però nella Lista Pannella-Sgarbi, preferendo invece presentarsi nella lista di Forza Italia per la Camera nella circoscrizione Calabria, dove fu eletto.
Le elezioni videro prevalere l'alleanza tra L'Ulivo di Romano Prodi e Rifondazione Comunista; la Lista Pannella-Sgarbi si attesta all'1,88% dei voti alla Camera e l'1,56% al Senato, ottenendo un solo senatore, Pietro Milio, eletto col recupero proporzionale nel collegio di Palermo Sud, in cui il candidato del Polo non si presentava a seguito di un patto di desistenza; Milio si iscrive inizialmente al gruppo di Forza Italia, per poi passare al gruppo misto.

### Lista Emma Bonino
Durante il suo mandato di commissaria europea Emma Bonino riesce ad acquisire un considerevole margine di visibilità, al punto che si inizia a parlare di una sua candidatura a Presidente della repubblica. Nel marzo del 1999 la SWG rileva che il 31% degli interpellati avrebbe eletto l'esponente radicale alla massima carica del Paese; tuttavia le forze politiche eleggono Carlo Azeglio Ciampi, mentre la Bonino non è confermata come commissaria europea.
In occasione delle elezioni europee del 1999, i Radicali presentano la Lista rinominata Lista Emma Bonino, che ottiene il suo massimo storico alle elezioni nazionali: l'8,5% dei voti e sette seggi.
Il risultato, tuttavia, viene ben presto ridimensionato: alle successive elezioni regionali del 2000, la Lista Bonino scende al 2,2% dei voti. I risultati migliori sono in Piemonte, dove è candidata la stessa Bonino, ed in Lombardia.

### I Radicali fuori dai poli e dal Parlamento

2001, logo della Lista Bonino

Alle elezioni politiche del 2001 i radicali si presentano al di fuori dei due poli: la Lista Bonino si attesta al 2,2% alla Camera e non ottiene alcuna rappresentanza parlamentare. Le elezioni vedono la vittoria della Casa delle Libertà.
Il 14 e 15 luglio il Comitato Radicale si riunisce a Roma. Viene approvata la mozione politica che determina l'istituzione del nuovo progetto politico denominato Radicali italiani. Movimento liberale, liberista e libertario. Aderente al Partito Radicale Transnazionale. Nel novembre del 2001, il segretario Capezzone ribadisce "non l'indisponibilità, ma l'impossibilità storica e strutturale delle forze della sinistra e della destra ufficiali italiane di trovare alleanze strategiche con noi".
A marzo del 2003 i radicali danno avvio ad una serie di denunce sulla situazione politica interna, definendo quello che prenderà il nome di Caso Italia. Il dossier radicale denuncia che:
- a partire dal novembre 2000 si sono verificate violazioni della Costituzione italiana relativamente alla composizione della Camera dei deputati e della Corte Costituzionale: nel primo caso, l'assemblea legislativa ha stabilito dopo  mesi di rimanere senza plenum, "malgrado la Costituzione lo prescriva tassativamente" (viene contestata, al riguardo, la presenza di numerose liste civetta che hanno impedito di individuare nuovi candidati dal riparto proporzionale); nella seconda istituzione il plenum dei componenti è stato ripristinato soltanto dopo 7 giorni di sciopero totale della fame e della sete da parte di Pannella;
- sussiste una "sistematica violazione" della legalità costituzionale per ciò che concerne il diritto al referendum, in quanto da un lato il sistema politico italiano ne ostacolerebbe l'indizione e gli esiti (in riferimento al mancato aggiornamento delle liste elettorali, nelle quali sarebbero contenute anche persone defunte calcolate ai fini del quorum);
- il sistema giudiziario non è in grado di svolgere con efficacia il compito di risolvere le controversie applicando le norme vigenti, attaccando il Consiglio Superiore della Magistratura ritenuto un "potere politico in espansione";
- la situazione delle carceri è insostenibile, per la violazione dei diritti umani e civili.

### Le elezioni europee del 2004
La Lista alle elezioni europee del 12 e 13 giugno 2004 ridimensiona notevolmente la delegazione radicale nel Parlamento europeo. La Lista Emma Bonino, sostenuta dai Radicali Italiani, ottiene 731.536 voti pari al 2,25% e conquista due seggi che sono attribuiti ai due leader Emma Bonino e Marco Pannella. I due europarlamentari aderiscono al Gruppo dell'Alleanza dei Democratici e dei Liberali per l'Europa.
Nello stesso anno, il partito subisce una scissione: le componenti interne di sinistra, scontenti delle loro politiche liberiste, abbandonano e fondando i Radicali di Sinistra.

### Lista Coscioni

2005, simbolo mai presentato della Lista Luca Coscioni.

Il 25 marzo 2004, in collaborazione con l'Associazione Luca Coscioni per la libertà di ricerca scientifica, i Radicali depositano alla Corte di cassazione presentano una serie di quesiti referendari per chiedere l'abolizione totale della legge 40/2004 sulla fecondazione assistita: il primo di abrogazione totale, gli altri quattro di abrogazione parziale della legge. Per i Radicali la battaglia ha l'obiettivo di riaffermare l'importanza della laicità dello Stato, operando una distinzione netta tra la laicità delle leggi e le scelte morali. Il 13 gennaio 2005, però, la Corte Costituzionale stabilisce l'inammissibilità del quesito referendario sull'abrogazione totale (ritenuto incostituzionale in quanto, abrogando radicalmente la legge, si rimarrebbe senza alcuna legislazione in materia), mentre dichiara ammissibili gli altri quattro quesiti di abrogazione parziale della legge. In particolare, il primo quesito riguarda il limite della ricerca clinica e sperimentale sugli embrioni; il secondo i limiti all'accesso alla procreazione medicalmente assistita; il terzo le finalità e i diritti dei soggetti coinvolti; il quarto il divieto di fecondazione eterologa. Questa battaglia referendaria riceve l'appoggio anche da alcuni partiti laici, prevalentemente di sinistra, e da settori della politica che lasciano libertà di coscienza. Sul fronte dell'astensione scende in campo direttamente la Conferenza Episcopale Italiana, che lancia un appello ai cattolici di non votare per quei referendum.
In vista delle elezioni regionali del 2005 i Radicali chiedono inutilmente ospitalità ad entrambi i poli per presentare delle liste nel nome di Luca Coscioni, data la contrarietà manifestata dai cattolici in entrambi gli schieramenti, che contestano la matrice anticlericale dei Radicali, e dalla sinistra a causa della ricetta economica liberista e del filo-atlantismo in politica estera. La scelta è quindi di dedicarsi alla campagna elettorale sui referendum sulla fecondazione assistita. I quattro referendum si risolvono però con un brusco insuccesso: si reca alle urne solamente il 25,6% degli elettori, mancando dunque il quorum per la validità delle consultazioni.
Per le elezioni amministrative viene invece presentata, in alcune città, la Lista Bonino - Radicali.

### Lista Bonino-Pannella

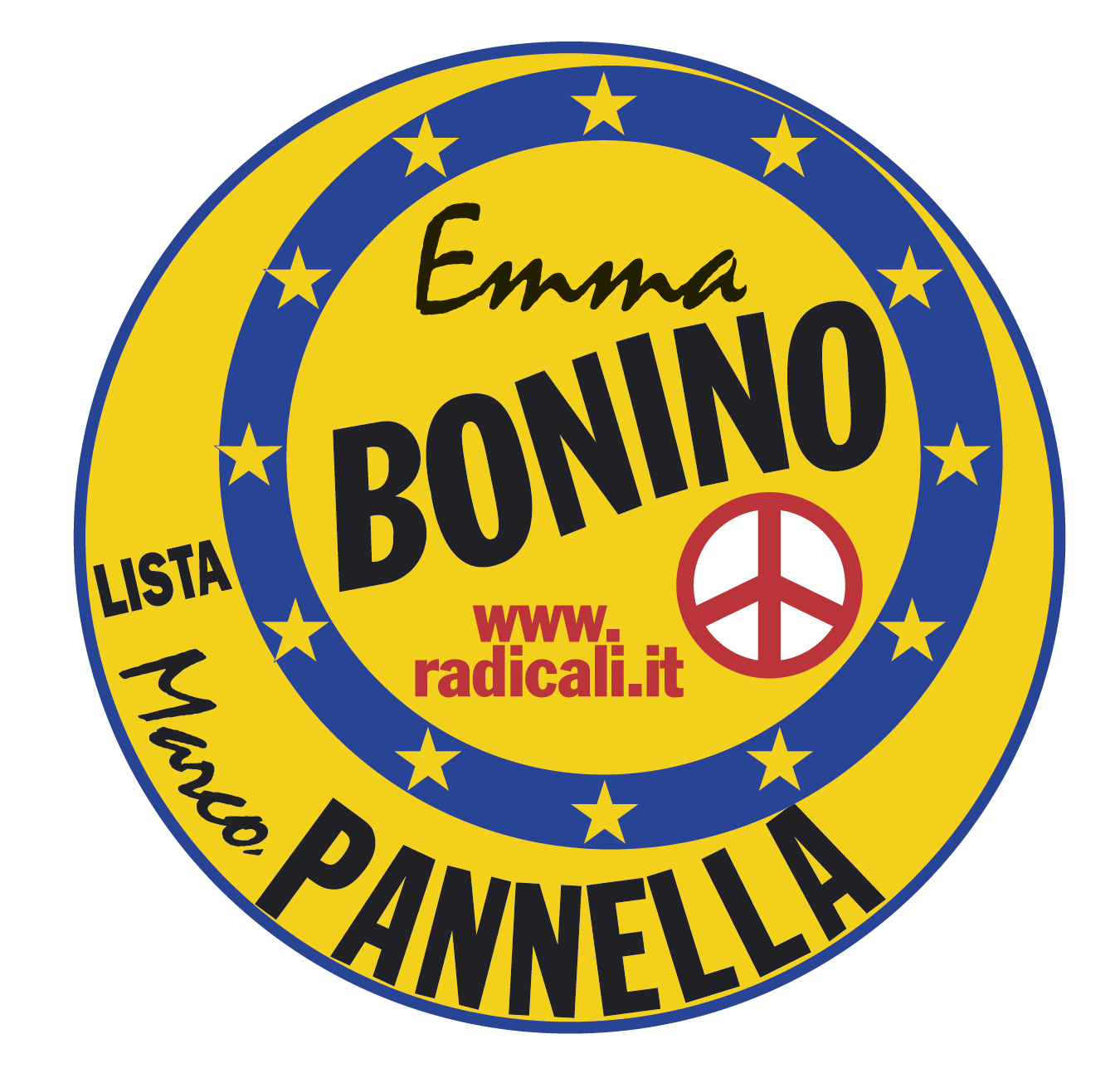
2009, simbolo della Lista Bonino-Pannella.

Alle elezioni europee del 2009, contrariamente a quanto successo alle elezioni politiche dell'anno precedente, i Radicali non corrono nelle liste del Partito Democratico e si presentano autonomamente sotto le insegne della Lista, questa volta rinominata Lista Bonino-Pannella, e guidata a livello nazionale dagli storici leader Emma Bonino e Marco Pannella. La Lista ottiene 743.284 voti ed il 2,43 %, lontano dalla clausola di sbarramento fissata al 4 % pochi mesi prima della competizione elettorale.
Alle elezioni regionali del 2010 la Lista si presenta nell'alleanza di centro-sinistra, e la leader radicale Emma Bonino è candidata alle Presidenza della Regione Lazio, senza però essere eletta governatrice.
Alle elezioni amministrative del 2011, nelle quali Marco Cappato viene eletto al Consiglio Comunale di Milano, ed alle elezioni amministrative del 2012 la Lista si presenta in alleanza col centro-sinistra.

### Lista Amnistia Giustizia Libertà

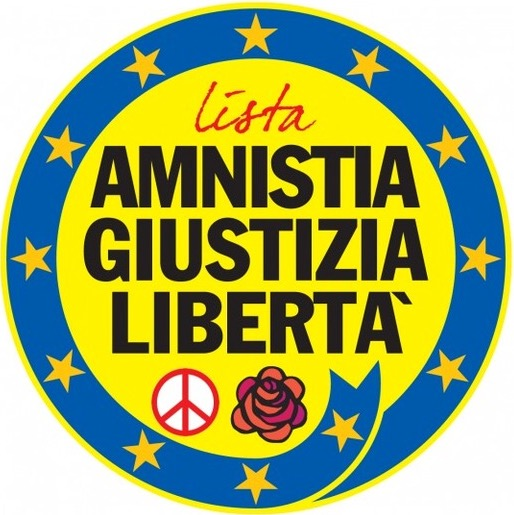
2013, logo della Lista Amnistia Giustizia Libertà

Alle elezioni politiche del 2013 i Radicali, diversamente da quanto successo alle precedenti elezioni nazionali, non si presentano nelle liste del PD e si presentano autonomamente fuori dalla coalizione di centro-sinistra con la Lista Amnistia Giustizia Libertà, denunciando il cattivo stato delle carceri e della giustizia italiana e proponendo come soluzione un'amnistia. La lista ottiene però solo lo 0,19% alla Camera e lo 0,20% al Senato, ben lontano dalla soglia di sbarramento per i partiti non coalizzati e quindi rimanendo fuori dal parlamento. Alle contemporanee elezioni regionali la Lista Amnistia Giustizia Libertà si presenta solo nel Lazio candidando alla presidenza il consigliere regionale uscente Giuseppe Rossodivita. La lista si ferma allo 0,39% mentre il candidato ottiene lo 0,44%.

## Struttura
L'associazione attualmente è formata unicamente dai seguenti soci fondatori: Rita Bernardini, Aurelio Candido e Maurizio Turco.

### Presidente
Fino alla sua scomparsa Marco Pannella ne è stato il presidente. Nel 2016 come nuovo presidente è stato nominato Maurizio Turco.
- Marco Pannella (1992–2016)
- Maurizio Turco (2016–in carica)

### Segretario
- Maurizio Turco (1992–1995)
- Danilo Quinto (1995–2005)
- Maurizio Turco (2005–2016)
- Laura Arconti (2016–in carica)

## Risultati elettorali
| Elezione       | Elezione                         | Lista                            | Voti      | %    | Seggi |
| -------------- | -------------------------------- | -------------------------------- | --------- | ---- | ----- |
| Europee 1989   | Antiproibizionisti sulla droga   | 429.554                          | 1,23      | 1    |       |
| Politiche 1992 | Camera                           | Lista Marco Pannella             | 485.694   | 1,24 | 7     |
| Senato         | Lista Marco Pannella             | 166.708                          | 0,50      | -    |       |
| Politiche 1994 | Camera                           | Lista Pannella - Riformatori     | 1.359.283 | 3,51 | 6     |
| Senato         | Lista Pannella - Riformatori     | 767.400                          | 2,32      | 2    |       |
| Europee 1994   | Lista Pannella - Riformatori     | 704.153                          | 2,14      | 2    |       |
| Politiche 1996 | Camera                           | Lista Pannella - Sgarbi          | 702.988   | 1,88 | -     |
| Senato         | Lista Pannella - Sgarbi          | 509.826                          | 1,56      | 1    |       |
| Europee 1999   | Lista Emma Bonino                | 2.625.881                        | 8,50      | 7    |       |
| Politiche 2001 | Camera                           | Lista Emma Bonino                | 832.213   | 2,24 | -     |
| Senato         | Lista Emma Bonino                | 677.725                          | 2,00      | -    |       |
| Europee 2004   | Lista Emma Bonino                | 731.867                          | 2,20      | 2    |       |
| Europee 2009   | Lista Bonino-Pannella            | 743.273                          | 2,42      | -    |       |
| Regionali 2010 | Lista Bonino-Pannella            | 124.831                          | 0,56      | 2    |       |
| Politiche 2013 | Camera                           | Lista Amnistia Giustizia Libertà | 64.742    | 0,19 | -     |
| Senato         | Lista Amnistia Giustizia Libertà | 63.149                           | 0,20      | -    |       |